# Nicolaus Schoneke

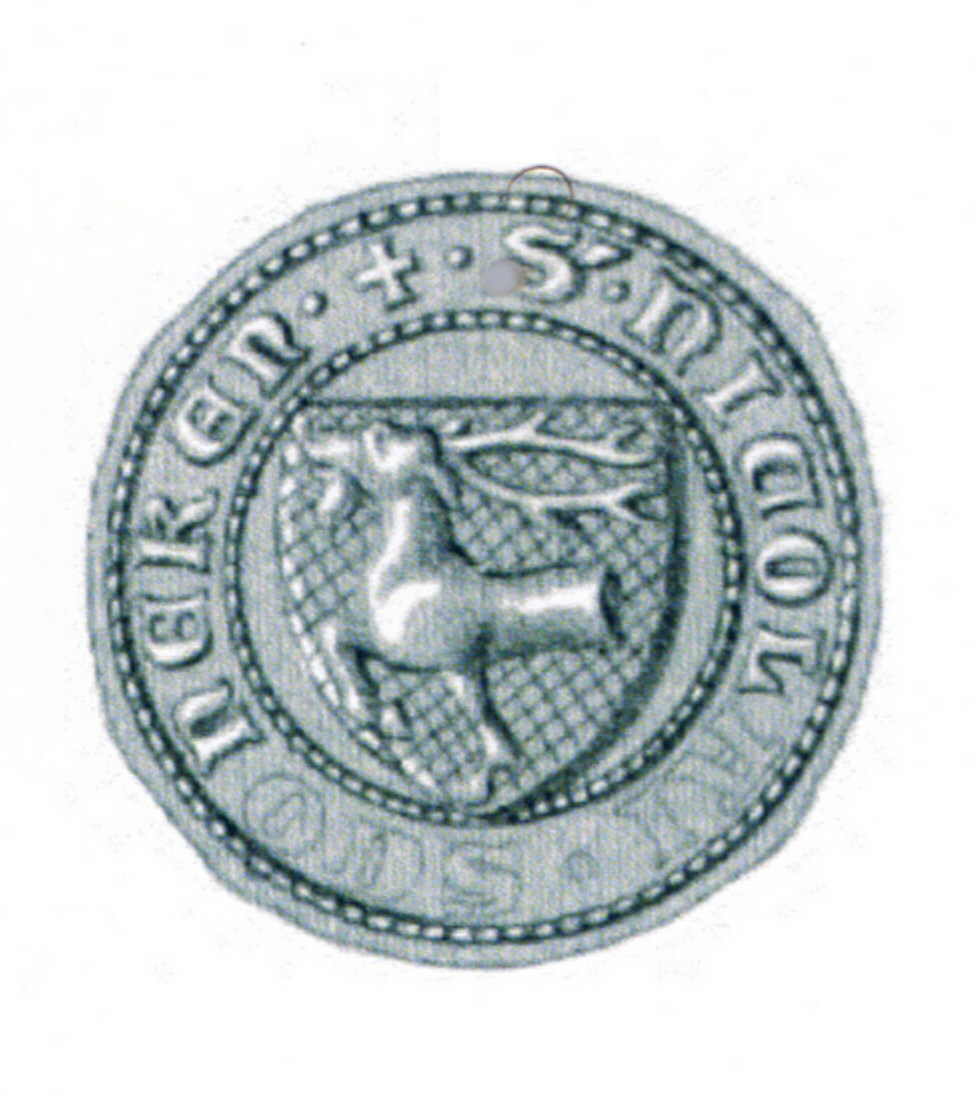
Siegel des Nicolaus Schoneke

Nicolaus Schoneke († 29. November 1362 in Lübeck) war ein Bürgermeister der Hansestadt Lübeck.
Nicolaus Schoneke wurde 1328 in den Lübecker Rat gewählt und vertrat die Stadt 1342 gemeinsam mit dem Bürgermeister Hinrich Pape bei Verhandlungen über Straßenraub auf der Landstraße zwischen Hamburg und Lübeck. 1347 wurde er im Rat zum Bürgermeister erwählt und schied als Bürgermeister wegen seines hohen Alters 1360 aus diesem Amt und dem Rat aus. Er gehört damit zu den wenigen Bürgermeistern, die nicht durch Tod aus dem lebenslangen Amt abberufen wurden. Schon für 1341 ist belegt, dass er die von seinem Onkel gestifteten Vikarien in der Lübecker Marienkirche aufwertete. In der von seinem Onkel erbauten Seitenkapelle an der Nordseite des Lübecker Doms wurde er 1362 bestattet. Seine Grabplatte im Lübecker Dom ist erhalten. Die Schoneke-Kapelle im Dom ging später an die Familie von Wickede über. Nicolaus Schoneke wohnte von 1309 bis 1337 in der Wahmstraße 37, dann bis zu seinem Tod in der Breiten Straße 49.